# Antonio Filograna
Antonio Filograna (Casarano, 2 giugno 1923 – Casarano, 11 agosto 2011) è stato un imprenditore e dirigente sportivo italiano, fondatore dell'industria calzaturiera Filanto e presidente del Casarano Calcio dal 1978 al 1997.

## Biografia
Nato a Casarano nel 1923, Antonio Filograna, fin da giovanissimo, ha alternato la frequenza scolastica con l'apprendistato presso un calzaturificio nel suo paese di origine prima di trasferirsi, all'età di diciassette anni, a Milano, come operaio specializzato.
Rientra a Casarano dopo alcuni anni con l'obiettivo di realizzare nel proprio paese una moderna industria calzaturiera. Fonda, così, nel 1948, la sua prima azienda, un piccolo laboratorio a conduzione familiare; nel 1968 dà vita a quella che sarà una delle principali industrie calzaturiere italiane e una delle prime realtà industriali del Salento, la Filanto. La Filanto ha raggiunto, infatti una produzione giornaliera di oltre 50.000 paia di calzature, essendo per un certo periodo il più grande produttore europeo. Nel 1997 viene per questo insignito del titolo di Cavaliere del lavoro.
Per otto mesi, dal 13 novembre 1980 al giugno 1981, è stato vittima di un sequestro. Dopo che la sua famiglia pagò la somma di 1,5 miliardi di lire, i suoi rapitori chiesero un nuovo riscatto e, per farlo, tagliarono il mignolo della mano sinistra dell'industriale. Il dito venne fatto ritrovare vicino all'autostrada Lecce-Brindisi, contenuto all'interno di un thermos.
Filograna è anche conosciuto per essere stato presidente e patron, dal 1978 per oltre 20 anni, del Casarano Calcio che sotto la sua gestione ha vissuto il periodo più esaltante della sua storia arrivando a sfiorare la promozione in Serie B con il d.s. Pantaleo Corvino e giocatori del calibro di Fabrizio Miccoli, Cosimo Francioso, Dario Passoni, Dario Levanto, e Paolo Orlandoni.
Muore nell'agosto del 2011 all'età di 88 anni.